# La Smala
La Smala is een Brussels hiphopcollectief dat werd opgericht in 2007.
De band plaatste de eerste tapes "On est Là Là", Volumes 1, 2 en 3 gratis op internet. De doorbraak naar het grote publiek kwam er in 2014 met het album Un murmure dans le vent, dat in 2015 werd genomineerd in de categorie "musique urbaine" op de Octaves de la musique.
De band speelde in 2015 op het Dour Festival.

## Discografie
- 2015 Un cris dans le silence (Sony Music Belgium)
- 2014 Un murmure dans le vent (Pur Jus)
- 2013 Poudre aux yeux (Cesarienne Rekordz)
- 2012 On est Là Là (vol III)
- 2010 On est Là Là (vol II)
- 2009 On est Là Là (vol I)